# Pavel Pimienta
Pavel Pimienta Allen (Nuevitas, 3 agosto 1976) è un allenatore di pallavolo ed ex pallavolista cubano.
Giocava nel ruolo di centrale.

## Carriera
Pavel Pimienta entra nella pre-selezione della nazionale cubana nel 1996. Nel 1997 vince il campionato nordamericano mentre un anno dopo vince la World League e i giochi centramericani e caraibici.
Nella stagione 1998-99 la federazione cubana permette ai suoi giocatori di giocare all'estero, di conseguenza Pavel Pimienta viene tesserato dalla Virtus Volley Fano, squadra militante nel campionato italiano. La stagione successiva passa alla Volley Forlì.
Nel 2000 viene richiamato dalla federazione cubana, come tutti i giocatori cubani all'estero. Nel 2001 vince il campionato nordamericano e la Grand Champions Cup. Lo stesso anno, a dicembre alcuni suoi compagni di nazionale(Ihosvany Hernández, Jorge Luis Hernández, Ramón Gato, Yasser Romero, Leonel Marshall ed Ángel Dennis) fuggono dal ritiro, ad Anversa, in Belgio.
Nel 2002 diventa capitano della nazionale cubana con cui, oltre a vari podi conquistati in competizioni nordamericane, riesce a vincere, nel 2006, i giochi centramericani e caraibici.
Nel 2007, dopo il 3º posto al campionato nordamericano, si ritira dall'attività agonistica.

## Palmarès

### Nazionale (competizioni minori)
- Giochi centramericani e caraibici 1998
- Coppa America 2000
- Coppa America 2001
- Giochi panamericani 2003
- Coppa America 2005
- Giochi centramericani e caraibici 2006
- Giochi panamericani 2007

### Premi individuali
- 1999 - World League: Miglior muro
- 2001 - Coppa America: Miglior muro